# Galium bracteatum
Galium bracteatum är en måreväxtart som beskrevs av Pierre Edmond Boissier. Galium bracteatum ingår i släktet måror, och familjen måreväxter. Inga underarter finns listade i Catalogue of Life.